# دیکسی، شهرستان هندرسون، کنتاکی
دیکسی (به انگلیسی: Dixie) یک منطقهٔ مسکونی در ایالات متحده آمریکا است که در شهرستان هندرسون، کنتاکی واقع شده‌است. دیکسی ۱۴۱٫۱۲ متر بالاتر از سطح دریا واقع شده‌است.